# 고초균

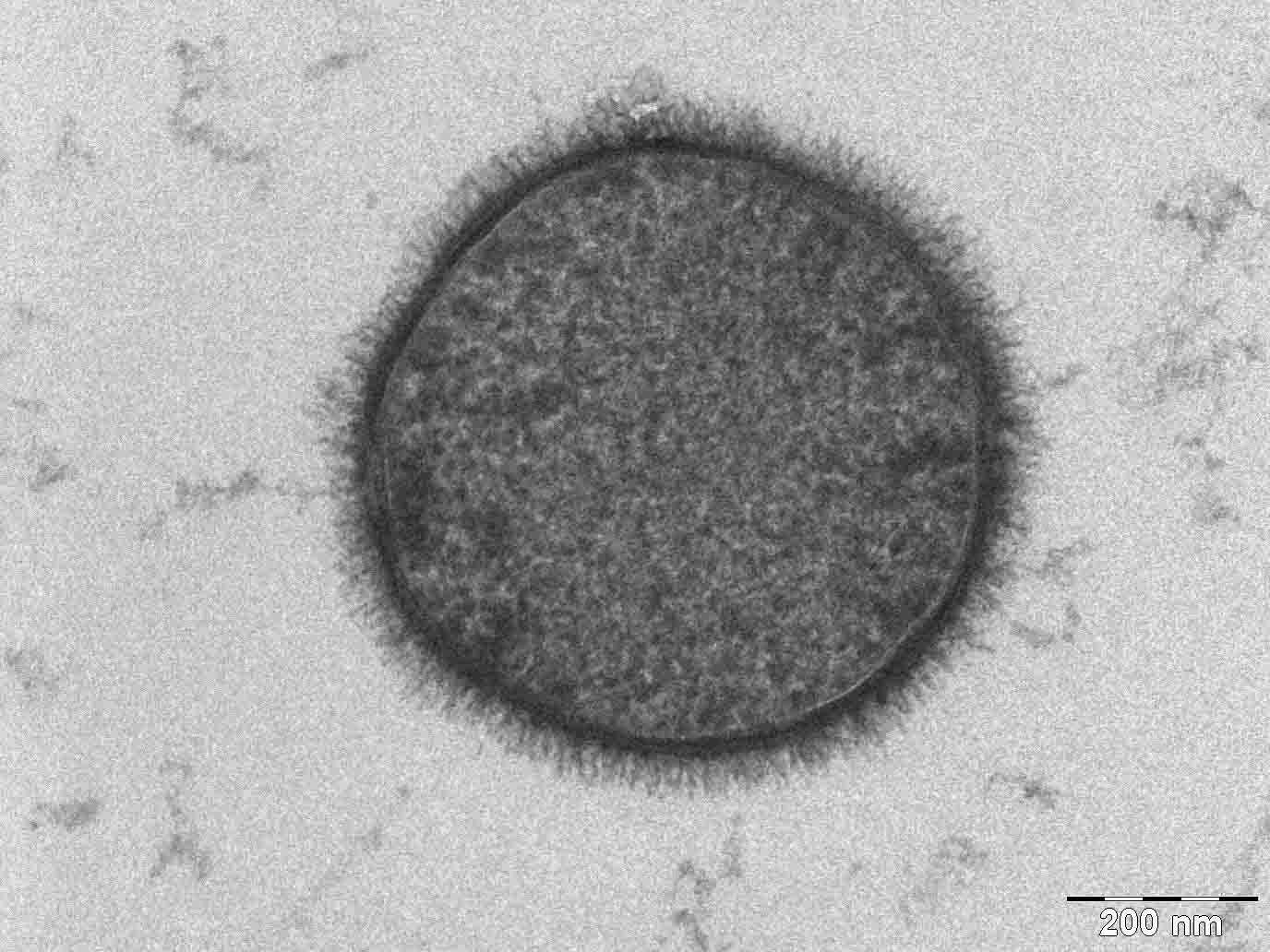

고초균(枯草菌, Bacillus subtilis)은 대표적인 그람 양성 세균이다. 그람 음성 세균인 대장균(Escherichia coli)와 함께 생물학 실험에서 많이 쓰인다. Bacillus 속의 유명 종으로는 탄저균(Bacillus anthracis)이 있다. 길쭉하게 막대기처럼 생겨서(rod-shaped) 간균의 일종이다. 흙, 공기, 물 등에 살며 일반적으로는 비병원성이다.
영양분이 부족한 상태에서는 케라틴을 분해하는 효소인 케라티네이즈를 분비한다.

## 같이 보기
- 대장균(Escherichia coli)
- 탄저균(Bacillus anthracis)